# Новоповаліха
Новоповалі́ха (рос. Новоповалиха) — село у складі Первомайського району Алтайського краю, Росія. Входить до складу Первомайської сільської ради.

## Населення
Населення — 332 особи (2010; 374 у 2002).
Національний склад (станом на 2002 рік):
- росіяни — 95 %